# 몰도바 레우
레우(루마니아어: leu, 복수형: lei)는 몰도바의 통화로, 루마니아 레우와 마찬가지로 1 몰도바 레우는 100 바니(bani, 단수형: ban)에 해당된다. "레우"는 루마니아어로 "사자"를 의미한다.

## 역사
몰도바는 1918년부터 1940년, 1941년부터 1944년까지 루마니아의 지배를 받았고 몰도바 동쪽 전역에서 사용되었다. 몰도바는 1993년 11월 19일부터 레우를 공식 통화로 사용하게 되었으며 이는 소련의 붕괴에 따라 몰도바 공화국이 출범하게 됐기 때문이었다. 이에 따라 레우는 이전의 몰도바 쿠폰(Moldovan cupon)을 대체하며 1 레우 = 1,000 쿠폰의 기준을 성립하게 된다.

## 동전
동전은 1, 5, 10, 25 바니의 경우 알루미늄으로 만들며, 50 바니는 알루미늄·청동 합금으로 주조한다. 50 바니와 1, 5 레우 주화는 1993년부터 스테인리스 강철로 주조해 유통됐었지만 지금은 통용되지 않고 있다. 2018년 이후로 1, 2, 5, 10 레우 주화가 신규 발행되었고 10 레우 주화는 기념주화로 출시되기도 한다.

## 지폐
몰도바 레우 지폐에는 크게 2개 시리즈가 있다. 초대 시리즈는 그리 오래있지 못하여 1, 5, 10 레우밖에 포함되지 못했다.
| 두 번째 발행본 | 두 번째 발행본 | 두 번째 발행본 | 두 번째 발행본 | 두 번째 발행본  | 두 번째 발행본 | 두 번째 발행본    | 두 번째 발행본 | 두 번째 발행본 | 두 번째 발행본 |
| 그림           | 그림           | 가치           | 크기           | 색깔            | 디자인         | 디자인            | 디자인         | 날짜           | 날짜           |
| 앞면           | 뒷면           | 가치           | 크기           | 색깔            | 앞면           | 뒷면              | 은화           | 첫 인쇄 날짜   | 발행           |
| -------------- | -------------- | -------------- | -------------- | --------------- | -------------- | ----------------- | -------------- | -------------- | -------------- |
|                |                | 1 레우         | 114 × 58 mm    | 노란색          | 슈테판 3세     | 카프리아나 수도원 | 초상화         | 1994           | 1994년 5월     |
|                |                | 5 레우         | 114 × 58 mm    | 파란색          | 슈테판 3세     | 성 두미트루 교회  | 초상화         | 1994           | 1994년 4월     |
|                |                | 10 레우        | 121 × 61 mm    | 빨간색          | 슈테판 3세     | 할쟈우카 수도원   | 초상화         | 1994           | 1994년 5월     |
|                |                | 20 레우        | 121 × 61 mm    | 녹색            | 슈테판 3세     | 소로카 요새       | 초상화         | 1992           | 1993년 11월    |
|                |                | 50 레우        | 121 × 61 mm    | 분홍색          | 슈테판 3세     | 히르보베트 수도원 | 초상화         | 1992           | 1994년 5월     |
|                |                | 100 레우       | 121 × 61 mm    | 오렌지색        | 슈테판 3세     | 티기냐 요새       | 초상화         | 1992           | 1995년 9월     |
|                |                | 200 레우       | 133 × 66 mm    | 분홍색과 노란색 | 슈테판 3세     | 키서너우 시청     | 초상화         | 1992           | 1995년 9월     |
|                |                | 500 레우       | 133 × 66 mm    | 오렌지색과 녹색 | 슈테판 3세     | 키서너우 대성당   | 초상화         | 1992           | 1999년 12월    |
|                |                | 1,000 레우     | 133 × 66 mm    | 자주색          | 슈테판 3세     | 대통령궁          | 초상화         | 1992           | 2003년 10월    |

## 같이 보기
- 루마니아 레우